# Гілл Гарпер
Френк Юджин «Гілл» Гарпер (англ. Frank Eugene «Hill» Harper; народився 17 травня 1966) — американський актор. Він відомий своїми ролями доктора Шелдона Гоукса в телесеріалі CSI: NY, агента Спелмана Бойла в Області темряви і доктора Маркуса Ендрюса в серіалі Хороший лікар.
Гарпер був кандидатом на праймеріз від Демократичної партії на виборах до Сенату Сполучених Штатів у Мічигані 2024 року, щоб зайняти місце діючого сенатора Деббі Стабеноу.

## Фільмографія

### Фільми
| Рік  | Назва                            | Роль                   | Примітки                                                      |
| ---- | -------------------------------- | ---------------------- | ------------------------------------------------------------- |
| 1993 | Гарбузоголовий II: Криваві крила | Пітер                  |                                                               |
| 1995 | Drifting School                  | Сем                    |                                                               |
| 1996 | Get on the Bus                   | Хав'єр                 |                                                               |
| 1997 | Steel                            | Слатс                  |                                                               |
| 1997 | Невдачливий                      | Майкл Сіммонс          |                                                               |
| 1997 | Hoover Park                      |                        |                                                               |
| 1998 | The Nephew                       | Чад Еган-Вашингтон     |                                                               |
| 1998 | Його гра                         | Коулмен «Бугер» Сайкс  |                                                               |
| 1998 | Park Day                         | Стів Джонсон           |                                                               |
| 1998 | Beloved                          | Галлі                  |                                                               |
| 1999 | Slaves of Hollywood              | Фішер Лавлейс          | Feature Film                                                  |
| 1999 | Loving Jezebel                   | Теодорус               |                                                               |
| 1999 | In Too Deep                      | Бризі Т.               |                                                               |
| 2000 | The Skulls                       | Вілл Бекфорд           |                                                               |
| 2000 | The Visit                        | Алекс Вотерс           | Номінація — Премія «Незалежний дух» за найкращу чоловічу роль |
| 2001 | Higher Ed                        | Крейг                  |                                                               |
| 2002 | The Badge                        | Гізмо                  |                                                               |
| 2003 | Love, Sex and Eating the Bones   | Майкл Джозеф           |                                                               |
| 2004 | America Brown                    | Джон Кросс             |                                                               |
| 2005 | Constellation                    | Еррол Хікман           |                                                               |
| 2006 | Max and Josh                     | Макс                   | короткомертражка                                              |
| 2006 | Premium                          | Ед                     |                                                               |
| 2006 | Зграя                            | Ноа                    |                                                               |
| 2006 | 30 Days                          | Доннелл                |                                                               |
| 2006 | Whitepaddy                       | Маршалл Еванс          |                                                               |
| 2008 | A Good Man Is Hard to Find       | Деміон Маршалл         |                                                               |
| 2008 | This Is Not a Test               | Карл                   |                                                               |
| 2010 | For Colored Girls                | Дональд Воткінс        |                                                               |
| 2011 | Mama, I Want to Sing!            | Джефф Ендрюс           |                                                               |
| 2011 | The Shanghai Hotel               | Карлос                 |                                                               |
| 2013 | Miss Dial                        | Political Nutcase      |                                                               |
| 2013 | The Volunteer                    | Філ                    |                                                               |
| 2013 | 1982                             | Тім Браун              |                                                               |
| 2014 | Одна мільярдна частка            | Рік                    |                                                               |
| 2015 | Фатальна пристрасть              | директор Едвард Уоррен |                                                               |
| 2015 | Pearly Gates                     | Дейв                   |                                                               |
| 2015 | Оборонець                        | Крістофер Джонс        |                                                               |
| 2016 | Destined                         | Майор Джонс            |                                                               |
| 2017 | All Eyez on Me                   | журналіст              |                                                               |
| 2018 | Інтерв'ю з Богом                 | Гарі                   |                                                               |
| 2019 | The Sun Is Also a Star           | Лестер Барнс           |                                                               |
| 2020 | The Prison Within                | себе/ оповідач         | документальний                                                |
|      |                                  |                        |                                                               |

### Телебачення
| Рік     | Назва                          | Роль                                   | Примітки                                                                                                |
| ------- | ------------------------------ | -------------------------------------- | --- |
| 1993    | Life Goes On                   | Медсестра № 2                          | серія: «Incident on Main»                                                                               |
| 1993–94 | Одружені... та з дітьми        | Аарон Мітчелл                          | 5 серій                                                                                                 |
| 1994    | Ренегат                        | Кларенс «Декс» Декстер                 | серія: «South of 98»                                                                                    |
| 1994    | M.A.N.T.I.S.                   |                                        | серія: «Tango Blue»                                                                                     |
| 1994    | Вокер, техаський рейнджер      | Б. Дж. Мейс                            | серія: «Badge of Honor»                                                                                 |
| 1994    | Принц із Беверлі-Гіллз         | Дана                                   | серія: «Will Steps Out»                                                                                 |
| 1995    | The Client                     | J-Top                                  | серія: «Them That Has…»                                                                                 |
| 1995    | Live Shot                      | Томмі Грір                             | головна роль; 13 серій                                                                                  |
| 1996    | Поліція Нью-Йорка              | Бо-Бо Томас                            | серія: «The Blackboard Jungle»                                                                          |
| 1996    | Dangerous Minds                | Дарріл                                 | серія: «Family Ties»                                                                                    |
| 1997    | Oddville, MTV                  |                                        | епізод No. 44                                                                                           |
| 1997    | Швидка допомога                | Містер Джексон                         | серія: «Obstruction of Justice»                                                                         |
| 1998    | Cosby                          | Престон                                | серія: «Men Are from Mars Women Are from Astoria»                                                       |
| 1998    | Mama Flora's Family            | Дон                                    | телефільм                                                                                               |
| 2000    | City of Angels                 | доктор Веслі Вільямс                   | Головна роль; 24 серії номінація — NAACP Image Award for Outstanding Supporting Actor in a Drama Series |
| 2002    | The Court                      | Крістофер Белл                         | непроданий телепілот                                                                                    |
| 2002    | The Twilight Zone              | професор Джон Вудрелл                  | серія: «Shades of Guilt»                                                                                |
| 2003–04 | The Handler                    | Дарнелл                                | головна роль; 16 серій номінація — Satellite Award for Best Supporting Actor — Television Series        |
| 2004    | Soul Food                      | Келвін Чедвей                          | 2 серії                                                                                                 |
| 2004    | Клан Сопрано                   | Стоклі Девенпорт, доктор медичних наук | серія: «Irregular Around the Margins»                                                                   |
| 2004    | Місце злочину Маямі            | Доктор Шелдон Гоукс                    | серія: «MIA/NYC NonStop»                                                                                |
| 2004–13 | Місце злочину: Нью-Йорк        | Доктор Шелдон Гоукс                    | Головна роль; 197 епізодів                                                                              |
| 2005    | I Love the '90s: Part Deux     | себе                                   | документальний                                                                                          |
| 2005    | 4400                           | Едвін Маюя                             | серія: «Rebirth»                                                                                        |
| 2005    | Lackawanna Blues               | Рубен молодший (дорослий)              | телефільм                                                                                               |
| 2009    | The Game                       | себе                                   | серія: «Hill Street Blues»                                                                              |
| 2010    | Апокаліпсис Стоунхенджа        | Джозеф Лешем                           | телефільм                                                                                               |
| 2011    | The Real Housewives of Atlanta | себе                                   | серія: «Tour-Ture»                                                                                      |
| 2013–14 | Covert Affairs                 | Колдер Майклз                          | головна роль, 32 серії                                                                                  |
| 2015    | Державний секретар             | Ейден Гамфрі                           | серія: «The Kill List»                                                                                  |
| 2015–16 | Області темряви                | Spelman Boyle                          | Головна роль, 22 серії                                                                                  |
| 2016    | Braxton Family Values          | себе                                   | серія: «You Gotta Get Pelvic to Pelvic!»                                                                |
| 2016    | Unsung Hollywood               | себе                                   | серія: «Hill Harper»                                                                                    |
| 2017    | The Real Housewives of Potomac | себе                                   | серія: «Don't Let the Zip Code Fool Ya»                                                                 |
| 2017    | Батьківщина                    | Начальник штабу Роб Еммонс             | 11 серій                                                                                                |
| 2017–21 | How It Really Happened         | себе                                   | ведучий і оповідач 12-серійного антологічного реаліті-серіалу.                                          |
| 2017–24 | Хороший лікар                  | доктор Маркус Ендрюс                   | 105 серій                                                                                               |
| 2018    | Black Love                     | себе                                   | Special Episode: «Motherly Love»                                                                        |
| 2019    | The $100,000 Pyramid           | себе                                   | сезон 4; серія 9                                                                                        |
| 2020    | Mentoring Kings                | себе                                   | докусеріал                                                                                              |
| 2022    | Super Pumped                   | Ерік Голдер                            | серія: «Delete Uber»                                                                                    |